# 大阪府立堺工科高等学校
大阪府立堺工科高等学校（おおさかふりつさかいこうかこうとうがっこう）は、大阪府堺市堺区にある府立の工業高等学校。略称は「府工」。

## 概要
全日制と定時制を併設している。全日制では環境化学システム系・機械系・電気系の3つの系を設置し、系の中にそれぞれ専科を設置している。また各系・専科とも工業科目を選択科目として深く学習するコース・大学受験への対応を視野に入れて普通科目を多く学習するコースが用意されている。
入学時には総合募集をおこない、1年次は共通科目の学習をおこなう。2年次以降に生徒の希望に応じてそれぞれの系・専科・コースを選択する。
また定時制では総合学科を設置し、「ひと」「もの」「みらい」の3系列の科目を設定している。2005年工科高等学校への改編と同時に、従来の工業系学科（機械科・電気科）から総合学科へと改編された。
校歌は1942年に制定され、地元堺市出身の詩人・安西冬衛が作詞を担当した。しかし初代の校歌は軍国主義的な歌詞だったため、戦後の一時期は廃止された。戦後生徒自治会が安西に歌詞の改訂を依頼し、1950年に歌詞を改訂した新たな校歌が制定された。

## 沿革
大阪府立として初めての化学系・金属系を主とした職工学校を設置するという構想のもと、1936年に大阪府立第五職工学校として開校した。開校当初は3年制だった。
開校当初は校地は決まっておらず、大阪市西区江之子島・工業奨励館に仮校舎を設置した。
堺市は当時、1906年以来約30年にわたり府立職工学校の誘致運動を続けていた。そのこともあって校地は堺市耳原町1200番地の現在地に決まり、1937年4月に現在地に移転している。移転直前の同年3月17日付で大阪府立堺職工学校に改称した。1941年には府立職工学校を工業学校に一斉に改称することになったことに伴い、大阪府立堺工業学校へと改称した。
1940年には2年制の夜間部を併設した。夜間部は1942年、同一敷地内で大阪府立堺第二工業学校として独立した。
1943年には堺工業学校・堺第二工業学校とも修業年限が4年に延長されている。また同年、敷地内に大阪府立堺高等工業学校（大阪府立大学工学部の前身校の一つ）を併設した。当時堺工業学校・堺第二工業学校・堺高等工業学校の3校を合わせ、大阪府立堺工業学園と総称されていた。
1948年の学制改革により、堺工業学校・堺第二工業学校は大阪府立堺工業高等学校へと改編され、全日制課程と夜間課程（のち定時制課程と称する）を併設した。全日制では工業化学・金属工業・機械・電気・普通科の5学科を設置し、定時制では工業化学・金属工業・電気・機械の4学科を設置した。しかし全日制普通科は1952年3月に廃止されている。
定時制では工業化学科・金属工業科が1979年度より「くくり募集」となった。定時制工業化学科・金属工業科は1992年度に募集停止となり、1995年3月に廃止された。また全日制の金属工業科は1992年、材料技術科へと改編された。
2005年より学年進行で工科高校に改編されることになった。名称も大阪府立堺工科高等学校と改称し、全日制では従来の学科を再編して「系」を配した。また定時制では従来の電気科・機械科を廃止して総合学科へと改編された。

### 年表
- 1936年2月 - 大阪府立第五職工学校の仮校舎を大阪市西区江之子島・工業奨励館に設置することが内定。
- 1936年3月2日 - 大阪府立第五職工学校の設立認可（3年制）。
- 1936年4月14日 - 開校式・第1回入学式（この日を創立記念日とする）。
- 1936年10月19日 - 現在地の地鎮祭。
- 1937年3月17日 - 大阪府立堺職工学校に改称。
- 1937年4月 - 堺市耳原町1200番地（現在地・当時の住所表示）へ移転。
- 1940年4月13日 - 工業化学科夜間別科（2年制）を併設。
- 1941年 - 大阪府立堺工業学校に改称。
- 1942年4月10日 - 夜間部が大阪府立堺第二工業学校として独立。
- 1942年12月8日 - 校歌制定（作詞・安西冬衛）
- 1943年4月13日 - 堺工業学校・堺第二工業学校とも4年制に変更。
- 1948年 - 学制改革により、大阪府立堺工業高等学校となる。全日制・定時制を併設。
- 1950年2月 - 校歌の歌詞を改訂。
- 1952年3月 - 全日制普通科を廃止。
- 1979年 - 定時制工業化学科・金属工業科で「くくり募集」開始。
- 1992年 - 全日制材料技術科を新設（従来の金属工業科を改編）。
- 1993年 - 定時制課程、通信制との併修で3年卒業も可能とする制度を導入。
- 1995年3月 - 定時制工業化学科・金属工業科を廃止。
- 2005年4月 - 大阪府立堺工科高等学校へ改編（新1年生より学年進行）。
- 2005年9月 - 大阪工業大学と高大連携を開始。

## 交通
- 南海バス 大仙中町（旧名称工業学校前）バス停。
- 南海高野線 堺東駅 南へ約1.4km。
- 阪和線 百舌鳥駅 西へ約1.3km。

## 出身者
- 李英和 - 関西大学教授
- 大東駿介 - 俳優
- 岡本英也 - サッカー選手